# 変態村
『変態村』（Calvaire）は、ベルギーの監督ファブリス・ドゥ・ヴェルツが製作・脚本を担当した映画。ローラン・リュカ演じる売れない歌手の男性が迷い込んだ狂気の潜む村が、彼の存在によってさらに狂っていくさまを描く。

## 概要
2004年・第57回カンヌ国際映画祭批評家週間正式出品。2005年・アムステルダム・ファンタスティック映画祭グランプリ受賞。同年、ジェラルメ国際ファンタスティカ映画祭審査員最優秀賞、国際批評家賞、プレミア観客賞受賞。
邦題は叶井俊太郎が本編視聴後の印象、および舞台が地図にない村にちなんで命名したもので、原題の Calvaire （ラテン語、“ゴルゴタの丘”の意）とは関連がない。

## ストーリー
ベルギー、アルデンヌの老人ホームでクリスマスの慰問ライブを終えたマルクは、次の訪問先への道に迷った上バンを故障させてしまい、雨の降る夜の森に立ち往生してしまう。そして、近くの小さな村のはずれの元ペンションに住むバルテルに出会い、宿を借りる。元コメディアンの彼は同じ芸人であるマルクに好意を示し、車の修理も請け負うが、妻のグロリアを失くした彼はすでに狂気を抱いていた。彼は言う、「決して他の村人に姿を見せるな」。
翌朝、マルクはバルテルが車の中を荒らし、あまつさえバンを破壊しているところを目撃する。彼はマルクを拘束し、女装させてレイプし、「妻の不貞」を責めて折檻し、クリスマスに歌うことを要求した。バルテルがクリスマスツリーを採りに行った隙に逃げ出したマルクは熊用の罠にかかってしまう。森の中で見た飼い犬を探す男ボリスに助けを乞うが、ボリスは話を聞かずマルクを自分の犬として扱い、ひとしきり撫でた後、バルテルに引き渡す。
バルテルの狂気は加速していく。マルクを納屋に磔にし、村の酒場へ現れて「村の男全員と姦通した」「彼の妻」が戻ってきたと豪語する。ロベール・オルトンをはじめとする村人はめったに村へ来ないはずのバルテルの異常に凍り付くが、バルテルが去ると古いピアノを鳴らし、奇怪なポルカを踊り出す。
クリスマスの夜、ディナーと椅子に縛りつけたマルクを前にしたバルテルは、意識の混濁しているマルクを他所に満足げに愛を語る。そこへ子牛を愛犬として連れたボリスが現れ、さらに村人達が銃を持って「彼の妻を、正当な権利を持つ自分達のものにするため」乗り込み、バルテルを痛めつけ、マルクを輪姦する。
混乱の中マルクはペンションを脱出し、追ってくる村人から荒野を逃げ続ける。墓地を抜け、底なし沼を通り抜けると最後まで追いすがっていた村人が足を踏み外し沼に飲まれる。苦しむ村人は「バルテルの妻」が自分の元へ戻ってくるのを見る。「彼女」は死の淵に立つ村人から「愛してた」と言えと請われ、それに応える。

## キャスト
- マルク・ステヴァンス - ローラン・リュカ（フランス語版）
- バルテル - ジャッキー・ベロワイエ（フランス語版）（吹替: 秋元羊介）
- ロベール・オルトン - フィリップ・ナオン（吹替: 藤本譲）
- ボリス - ジャン＝リュック・クシャール（フランス語版）（吹替: 壇臣幸）
- ブリジット・ラーエ
- ジジ・クルーシニー
- フィリップ・グランダンリー（フランス語版）
- ジョー・プレスティア
- マルク・ルフェーヴル
- アルフレッド・ダヴィッド＝パングアン
- アラン・ドロノワ
- ヴァンサン・カエイ
- ジョアン・メイス＝ロスト

## 評価
レビュー・アグリゲーターのRotten Tomatoesでは26件のレビューで支持率は46%、平均点は5.70/10となった。Metacriticでは12件のレビューを基に加重平均値が52/100となった。